# Агард, Карл Адольф
Карл Адольф А́гард (швед. Carl Adolph Agardh, 23 января 1785, Бостад — 28 января 1859, Карлстад, Вермланд) — шведский учёный, ботаник, альголог, энциклопедист и теолог. Профессор Лундского университета (1812—1834) и епископ лютеранской Церкви Швеции.

## Биография
Карл Адольф Агард — сын бостадского купца, изучал науки в Лунде. В 1807 году назначен доцентом математики в Лундском университете, в 1812 году — профессором ботаники и экономики. Участвуя с 1826 по 1828 год в комитете по народному образованию, он был ревностным поборником идей, положенных впоследствии в основу народного образования в Швеции. Избранный представителем в риксдаг, он усердно принялся за изучение вопросов государственного хозяйства.
В 1816 году назначен пастором в Шонене, в 1834 году избран епископом Карлстада, занимался в качестве такового и богословскими вопросами и написал несколько богословских сочинений.
Карл Агард известен как ботаник своими трудами по изучению водорослей, давшими много новых открытий, в частности 49 новых видов водорослей, и как основатель систематики водорослей.
Его сын Якоб Георг Агард также является ботаником и альгологом.

## Растения, описанные Карлом Агардом

### Роды
- Amphibolis C.Agardh
- Anademia C.Agardh
- Lagunaea C.Agardh
- Valonia C.Agardh — Валония, 1823

### Виды
- Amphibolis bicornis C.Agardh
- Amphibolis zosterifolia C.Agardh
- Gentianella amarella var. lingulata (C.Agardh) Karlsson
- Pteris endlicheriana C.Agardh
- Pteris wallichiana C.Agardh
- Ruppia maritima subsp. rostrata (C.Agardh) Piper & Beattie

## Основные работы
Труды этого автора можно найти в интернет-библиотеке Gallica. Следует произвести поиск (фр. Recherche) по фамилии.

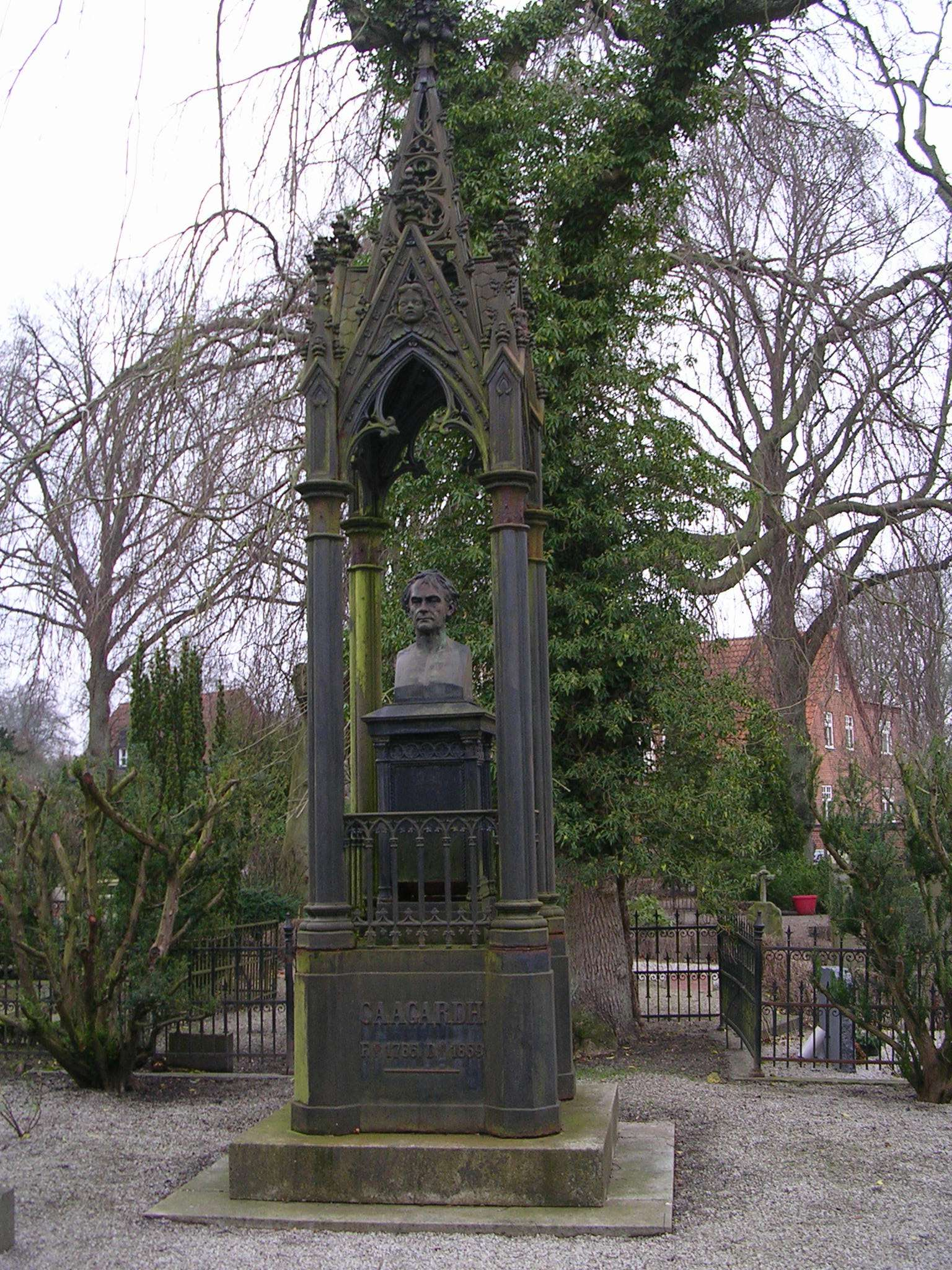
Могила К. А. Агарда в Лунде

Главнейшие из многочисленных учёных трудов:
- «Systema Algarum» (Лунд, 1824) — «Система водорослей».
- «Species Algarum» (т. 1 и 2, Лунд, 1820 и 1822, т. 3. Грейфсв., 1828) — «Виды водорослей».
- «Icones Algarum Europaearum» (Лейпциг, 1828—1835).
- «Lärobok i Botanik» (2 т., Мальмё, 1830—1832).

Первая часть этого труда переведена на немецкий язык Мейером под заглавием «Organographie der Pflanzen» (Копенгаген, 1831), а вторая — Креплином под заглавием «Allgemeine Biologie der Pflanzen» (Грейфсв., 1832). Им же обработана политико-экономическая часть труда «Försök till en statsekonomisk Statistik öfver Sverige», (ч. 1—3, Карлстад., 1852—1859), — статистическая часть составлена Льюнгбергом.